# Skørringe Sogn
 For alternative betydninger, se Skørringe.
Skørringe Sogn er et sogn i Maribo Domprovsti (Lolland-Falsters Stift).
I 1800-tallet var Skørringe Sogn og Vejleby Sogn annekser til Tirsted Sogn. Alle 3 sogne hørte til Fuglse Herred i Maribo Amt. Tirsted-Skørringe-Vejleby sognekommune blev ved kommunalreformen i 1970 indlemmet i Rødby Kommune, der ved strukturreformen i 2007 indgik i Lolland Kommune.
I Skørringe Sogn ligger Skørringe Kirke.
I sognet findes følgende autoriserede stednavne:
- Frihedsminde
- Kristianssæde
- Vester Skørringe
- Skørringe Skovhuse
- Øster Skørringe